# Tserim Kang
Der Tserim Kang (alternative Schreibweise: Tsherimgang) ist ein Berg im östlichen Hauptkamm des Himalaya an der Grenze zwischen Bhutan und dem autonomen Gebiet Tibet. 
Der 6532 m hohe Tserim Kang liegt 11,2 km nordöstlich vom Chomolhari (7050 m) am Rande des Jigme-Dorji-Nationalparks. Zwischen den beiden Bergen erhebt sich der Jichu Drake (6790 m). Die Südflanke und die Ostflanke des Tserim Kang werden über den Mo Chhu, den rechten Quellfluss des Puna Tsang Chhu, entwässert. Der Nordhang des Tserim Kang liegt im Einzugsgebiet des tibetischen Sees Duoqing Co. 
Gemäß dem Himalayan Index ist der Tserim Kang noch unbestiegen.